# سطح حلقي

جسم حلقي باستخدام مربع.

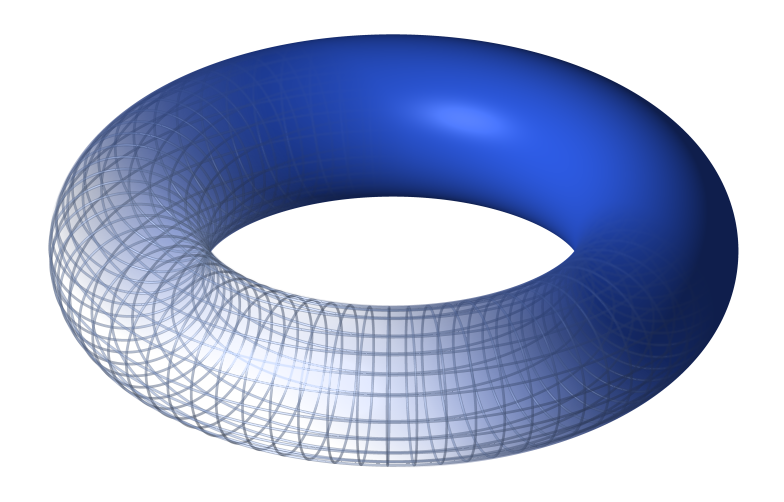
الطارة هو نوع من السطوح الحلقية

في الرياضيات، يُعرف السطح الحلقي أو المجسم الحلقي أو طارة منحنٍ مغلق بأنه سطح دوراني على هيئة دونات، مثل حلقة O. وهو شكل حلقي للملف اللولبي. يتكون الشكل الحلقي عن طريق تدوير مستو لشكل هندسي حول المحور الخارجي لهذا الشكل على أن يكون موازيًا لمستوى هذا الشكل ولا يتقاطع معه . عند استدارة مستطيل حول محور موازٍ لأحد جوانبه، تتكون أسطوانة جوفاء (تشبه قطعة من أنبوب مستقيم).
إذا كان الشكل الدائر عبارة عن دائرة، فيعرف سطح هذا السطح باسم طارة.